# Casa Germans Duran
La Casa Germans Duran és un edifici situat als carrers de la Princesa, Barra de Ferro i del Pou de la Cadena de Barcelona, catalogat com a bé amb elements d'interès (categoria C).

## Història
El 1775, el corredor de canvis Pau Arolas i Sensat va demanar permís per a posar una gelosia al primer pis i obrir un balcó al segon pis de la seva casa del carrer d'en Novell (actualment de la Barra de Ferro), i novament el 1777 per a fer-hi balcons. Posteriorment, la propietat va passar a mans del seu gendre Antoni Bonaventura Gassó i Borrull, que el 1807 va demanar permís per a reedificar una part del frontis per a igualar-la amb el del veí Palau Gomis, la qual cosa va originar una disputa amb l'Ajuntament sobre les alineacions.
El 1820, el teixidor de vels Lluís Puig i Monjo va demanar permís per a col·locar-hi el rètol de la seva fàbrica.
El 1858, arran de l'obertura del nou carrer de la Princesa (que afectava la finca), els germans Manuel i Francesc Duran i Crehuet van encarregar-ne la reforma a l'arquitecte Joan Nolla i Cortès i el mestre d'obres Pau Jambrú i Badia, que van projectar un nou cos d'edifici amb façana a aquest carrer.

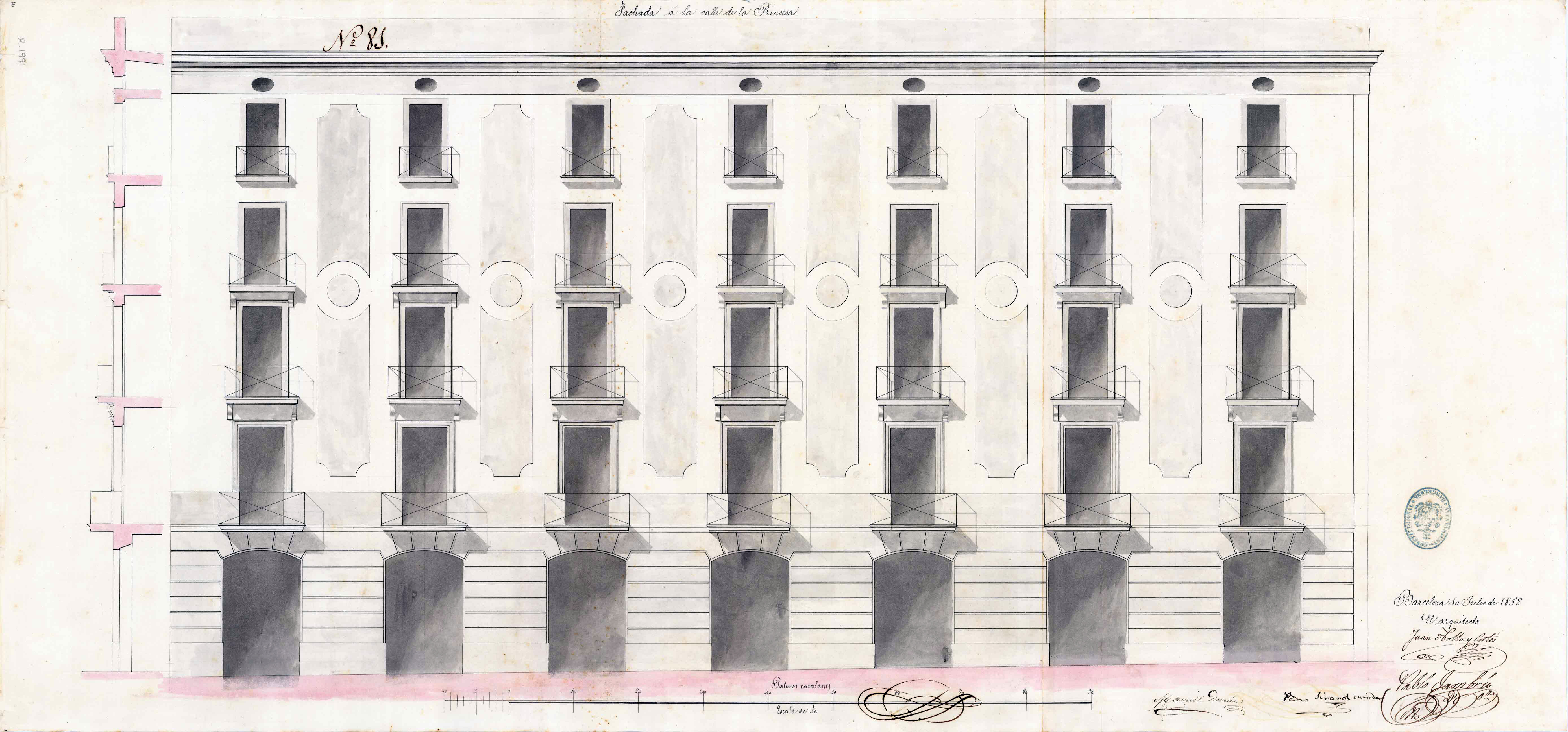
Projecte de façana del carrer de la Princesa

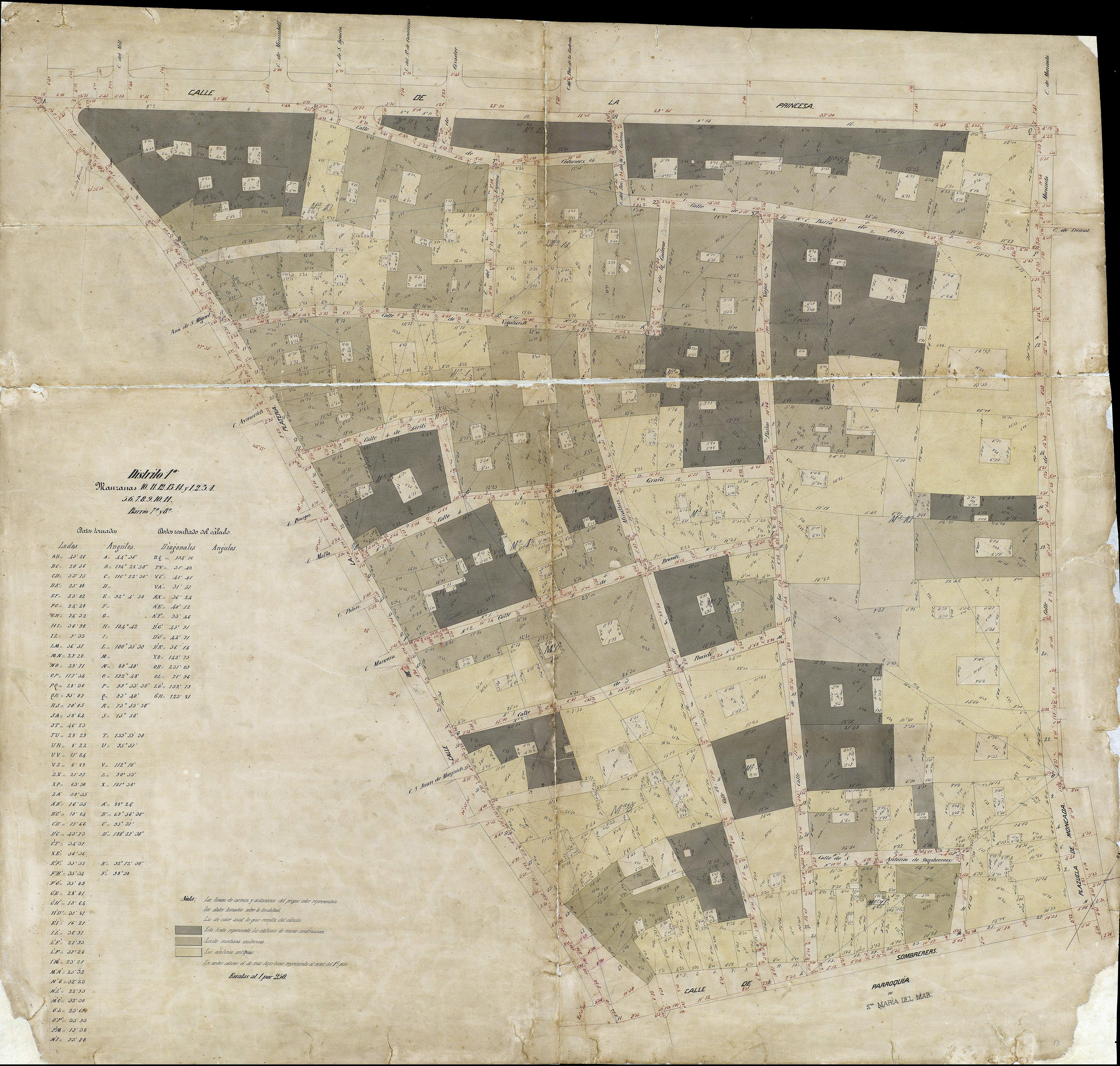
Quarteró núm. 13 de Garriga i Roca (c. 1860)

## Descripció
Es tracta d'un edifici d'habitatges amb façana a tres carrers, format per dos cossos: el més antic, amb façana als carrers de la Barra de Ferro i del Pou de la Cadena; i l'altre, un edifici pantalla amb façana al carrer de la Princesa. Aquest té uns baixos amb portals de llinda i quatre pisos, lligats per plafons emmotllurats en els paraments cecs. Els motius de les baranes de ferro forjat són característics d'aquesta època.